# Liste der Stolpersteine in Hamburg-Wandsbek
Die Liste der Stolpersteine in Hamburg-Wandsbek enthält alle Stolpersteine, die im Rahmen des gleichnamigen Kunst-Projekts von Gunter Demnig in Hamburg-Wandsbek verlegt wurden. Mit ihnen soll Opfern des Nationalsozialismus gedacht werden, die in Hamburg-Wandsbek lebten und wirkten.
Diese Seite ist Teil der Liste der Stolpersteine in Hamburg, da diese mit insgesamt 7139 (Stand: März 2025) Steinen zu groß würde und deshalb je Stadtteil, in dem Steine verlegt wurden, eine eigene Seite angelegt wurde.
| Adresse                     | Person(en)                         | Inschrift | Bilder | Anmerkung |
| --------------------------- | ---------------------------------- | --- | ------ | --- |
| Brauhausstieg 43 ·          | Theodor Gerdau                     | Hier wohnte Theodor Gerdau Jg. 1882 im Widerstand/KPD verhaftet 2.10.1935 KZ Fuhlsbüttel Gefängnis Hamburg Flucht in den Tod 24. Juli 1936                             |        | Eintrag auf stolpersteine-hamburg.de |
| Brauhausstraße 32 ·         | Willi Willmer                      | Hier wohnte Willi Willmer Jg. 1900 verhaftet 1936/38 KZ Fuhlsbüttel KZ Neuengamme ermordet 23.3.1943                                                                   |        | Eintrag auf stolpersteine-hamburg.de |
| Brauhausstraße 46 ·         | Schura Sascha Grimmann             | Hier wohnte Schura Sascha Grimmann Jg. 1903 deportiert 1942 Theresienstadt 1943 Auschwitz ermordet                                                                     |        | Eintrag auf stolpersteine-hamburg.de |
| Brauhausstraße 46 ·         | Selik Grimmann                     | Hier wohnte Selik Grimmann Jg. 1895 verhaftet 12.7.1938 KZ Fuhlsbüttel deportiert 1942 Theresienstadt 1943 Auschwitz ermordet                                          |        | Eintrag auf stolpersteine-hamburg.de |
| Dorfstücken 2 ·             | Hans-Werner Cohn                   | Hier wohnte Hans-Werner Cohn Jg. 1927 deportiert 1942 Theresienstadt ermordet 1943 in Auschwitz                                                                        |        | Eintrag auf stolpersteine-hamburg.de Stolperstein liegt in der Straßenecke auf dem Gehweg                                                                        |
| Dorfstücken 2 ·             | Hedwig Cohn                        | Hier wohnte Hedwig Cohn Jg. 1887 deportiert 1942 Theresienstadt ermordet 1943 in Auschwitz                                                                             |        | Eintrag auf stolpersteine-hamburg.de Stolperstein liegt in der Straßenecke auf dem Gehweg                                                                        |
| Dorfstücken 2 ·             | Pauline Cohn geb. Schachna         | Hier wohnte Pauline Cohn geb. Schachna Jg. 1861 deportiert 1942 Theresienstadt tot 1.4.1944                                                                            |        | Eintrag auf stolpersteine-hamburg.de Stolperstein liegt in der Straßenecke auf dem Gehweg                                                                        |
| Efftingestraße 39 ·         | Paul Schwarz                       | Hier wohnte Paul Schwarz Jg. 1935 eingewiesen 1937 Alsterdorfer Anstalten ‚verlegt‘ 1943 Heilanstalt Eichberg ermordet 16.9.1943                                       |        | Eintrag auf stolpersteine-hamburg.de |
| Friedrich-Ebert-Damm 49 ·   | Friedrich 'Fritz'Wolffheim         | Hier wohnte Dr. Friedrich ‚Fritz‘ Wolffheim Jg. 1888 verhaftet 1939 KZ Fuhlsbüttel deportiert 1939 Sachsenhausen Ravensbrück ermordet 17.3.1942 ‚Heilanstalt‘ Bernburg |        | Eintrag auf stolpersteine-hamburg.de |
| Hinschenfelder Straße 18 ·  | Paul Bunge                         | Hier wohnte Paul Bunge Jg. 1904 verhaftet 1937 Verdacht ‚Hochverrat‘ Zuchthaus Fuhlsbüttel tot an Haftfolgen 1.5.1942                                                  |        | Eintrag auf stolpersteine-hamburg.de |
| Josephstraße 10 ·           | Anna Karberg                       | Hier wohnte Anna Karberg Jg. 1913 eingewiesen 1919 Alsterdorfer Anstalten ‚verlegt‘ 16.8.1943 Am Steinhof/Wien ermordet 12.12.1944                                     |        | Eintrag auf stolpersteine-hamburg.de |
| Kattunbleiche 30 ·          | Albert Herzberg                    | Hier wohnte Albert Herzberg Jg. 1887 deportiert 1941 Minsk ??? |        | Eintrag auf stolpersteine-hamburg.de Stolperstein liegt in der Zuwegung neben der Garagenzufahrt                                                                 |
| Kattunbleiche 30 ·          | Sally Herzberg                     | Hier wohnte Sally Herzberg Jg. 1889 deportiert 1941 Minsk ??? |        | Eintrag auf stolpersteine-hamburg.de Stolperstein liegt in der Zuwegung neben der Garagenzufahrt                                                                 |
| Kedenburgstraße 7 ·         | Anna Hamer                         | Hier wohnte Anna Hamer Jg. 1909 eingewiesen 1929 Alsterdorfer Anstalten 'verlegt' 1943 Heilanstalt Am Stutthof Wien tot 21.7.1945                                      |        | Eintrag auf stolpersteine-hamburg.de |
| Kedenburgstraße 44 ·        | Max Moses                          | Hier arbeitete Max Moses Jg. 1876 Flucht 1938 USA |        | Eintrag auf stolpersteine-hamburg.de |
| Königsreihe 32 ·            | Sophie Hirsch geb. Lehmann         | Hier wohnte Sophie Hirsch geb. Lehmann Jg. 1854 deportiert 1943 Theresienstadt tot 19.12.1943                                                                          |        | Eintrag auf stolpersteine-hamburg.de |
| Königsreihe 32 ·            | Hanna Meyberg                      | Hier wohnte Hanna Meyberg Jg. 1907 deportiert 1941 Riga ermordet |        | Eintrag auf stolpersteine-hamburg.de Ein weiterer Stolperstein befindet sich in Hamburg-St. Georg.                                                               |
| Königsreihe 32 ·            | Erna Fratje Michelsohn geb. Hirsch | Hier wohnte Erna Fratje Michelsohn geb. Hirsch Jg. 1882 verhaftet 1942 KZ Fuhlsbüttel deportiert 1943 Auschwitz ermordet                                               |        | Eintrag auf stolpersteine-hamburg.de Ein weiterer Stolperstein befindet sich in Hamburg-St. Georg.                                                               |
| Königsreihe 32 ·            | Oskar Ludwig Michelsohn            | Hier wohnte Oskar Ludwig Michelsohn Jg. 1904 verhaftet 1942 KZ Fuhlsbüttel deportiert 1943 Auschwitz ermordet                                                          |        | Eintrag auf stolpersteine-hamburg.de Ein weiterer Stolperstein befindet sich in Hamburg-St. Georg.                                                               |
| Königsreihe 32 ·            | Hanna Stiefel                      | Hier wohnte Hanna Stiefel Jg. 1874 deportiert 1941 Minsk ermordet |        | Eintrag auf stolpersteine-hamburg.de |
| Quarree 32 ·                | Robert Feddern                     | Hier wohnte Robert Feddern Jg. 1938 eingewiesen 1943 Alsterndorfer Anstalten ‚verlegt‘ 7.8.1943 Heilanstalt Eichberg ‚Kinderfachabteilung‘ ermordet 12.10.1943         |        | Eintrag auf stolpersteine-hamburg.de Stolperstein liegt am Zuweg zu den Häusern Wandsbeker Königstraße 32a und 32b                                               |
| Rüterstraße 73 ·            | Edgar de Haas                      | Hier wohnte Edgar de Haas Jg. 1910 deportiert 1941 Minsk ??? |        | Eintrag auf stolpersteine-hamburg.de Stolperstein liegt auf dem Gehweg vor der Restaurantterrasse                                                                |
| Rüterstraße 73 ·            | John de Haas                       | Hier wohnte John de Haas Jg. 1876 deportiert 1941 Minsk ??? |        | Eintrag auf stolpersteine-hamburg.de Stolperstein liegt auf dem Gehweg vor der Restaurantterrasse                                                                |
| Rüterstraße 73 ·            | Rebecca de Haas geb. Levy          | Hier wohnte Rebecca de Haas geb. Levy Jg. 1881 deportiert 1941 Minsk ???                                                                                               |        | Eintrag auf stolpersteine-hamburg.de Stolperstein liegt auf dem Gehweg vor der Restaurantterrasse                                                                |
| Schädlerstraße 1 ·          | Albert Freytag                     | Hier wohnte Albert Freytag Jg. 1916 ermordet 1944 Heilanstalt Obrawalde                                                                                                |        | Eintrag auf stolpersteine-hamburg.de Stolperstein liegt an der Straßenecke im Pflaster des Radwegs                                                               |
| Schmüserstraße 25 ·         | Margarethe Nitschke                | Hier wohnte Margarethe Nitschke Jg. 1908 eingewiesen 1930 Alsterdorfer Anstalten ‚verlegt‘ 1943 Heilanstalt Am Steinhof Wien tot 10.7.1945                             |        | Eintrag auf stolpersteine-hamburg.de |
| Stormarner Straße 42 ·      | Käthe Anna Erna Willbrandt         | Hier wohnte Käthe Anna Erna Willbrandt Jg. 1911 eingewiesen 1920 Alsterdorfer Anstalten ‚verlegt‘ 16.8.1943 Heilanstalt Am Steinhof/Wien ermordet 16.9.1944            |        | Eintrag auf stolpersteine-hamburg.de |
| Wandsbeker Königstraße 7 ·  | Hulda Kaufmann                     | Hier wohnte Hulda Kaufmann Jg. 1890 deportiert 1941 Łodz ??? |        | Eintrag auf stolpersteine-hamburg.de Stolperstein liegt links im Kleinpflaster der Auffahrt                                                                      |
| Wandsbeker Königstraße 38 · | Bernhard Levisohn                  | Hier wohnte Bernhard Levisohn Jg. 1898 deportiert 1941 Minsk ??? |        | Eintrag auf stolpersteine-hamburg.de Stolperstein liegt Wandsbeker Königstraße Ecke Quarree Ein weiterer Stolperstein liegt an der Witthöfftstraße 8.            |
| Wandsbeker Königstraße 38 · | Gertrud Levisohn                   | Gertrud Levisohn Jg. 1907 deportiert 1941 Minsk ermordet |        | Eintrag auf stolpersteine-hamburg.de Stolperstein liegt Wandsbeker Königstraße Ecke Quarree                                                                      |
| Wandsbeker Königstraße 38 · | Heinrich Levisohn                  | Heinrich Levisohn Jg. 1937 deportiert 1941 Minsk ermordet |        | Eintrag auf stolpersteine-hamburg.de Stolperstein liegt Wandsbeker Königstraße Ecke Quarree                                                                      |
| Wandsbeker Königstraße 38 · | Helene Levisohn geb. Freudenberg   | Hier wohnte Helene Levisohn geb. Freudenberg Jg. 1869 deportiert 1942 Theresienstadt ermordet 1943 in Auschwitz                                                        |        | Eintrag auf stolpersteine-hamburg.de Stolperstein liegt Wandsbeker Königstraße Ecke Quarree                                                                      |
| Wandsbeker Königstraße 38 · | Käthe Levisohn geb. Mayer          | Hier wohnte Käthe Levisohn geb. Mayer Jg. 1905 deportiert 1941 Minsk ???                                                                                               |        | Eintrag auf stolpersteine-hamburg.de Stolperstein liegt Wandsbeker Königstraße Ecke Quarree                                                                      |
| Wandsbeker Königstraße 38 · | Louis Levisohn                     | Hier wohnte Louis Levisohn Jg. 1866 deportiert 1942 Theresienstadt tot 1.4.1943                                                                                        |        | Eintrag auf stolpersteine-hamburg.de Stolperstein liegt Wandsbeker Königstraße Ecke Quarree                                                                      |
| Wandsbeker Marktstraße 19 · | Ferdinand Isenberg                 | Hier wirkte Ferdinand Isenberg Jg. 1875 Haft 1938–1939 KZ Fuhlsbüttel Flucht in den Tod 18.2.1939                                                                      |        | Eintrag auf stolpersteine-hamburg.de Ein weiterer Stolperstein befindet sich in Hamburg-Winterhude.                                                              |
| Wandsbeker Marktstraße 57 · | Ilse Grube geb. Kümmermann         | Hier wohnte Ilse Grube geb. Kümmermann Jg. 1899 deportiert 1941 Riga KZ Stutthof ???                                                                                   |        | Eintrag auf stolpersteine-hamburg.de |
| Wandsbeker Marktstraße 57 · | Lina Kümmermann geb. Korn          | Hier wohnte Lina Kümmermann geb. Korn Jg. 1872 deportiert 1942 Theresienstadt 1944 Auschwitz ???                                                                       |        | Eintrag auf stolpersteine-hamburg.de |
| Wandsbeker Marktstraße 57 · | Mary Pünjer geb. Kümmermann        | Hier wohnte Mary Pünjer geb. Kümmermann Jg. 1904 1941 KZ Fuhlsbüttel KZ Ravensbrück ermordet 28.5.1942 Bernburg                                                        |        | Eintrag auf stolpersteine-hamburg.de |
| Wandsbeker Marktstraße 79 · | Liselotte Schlachcis               | Hier wohnte Liselotte Schlachcis Jg. 1910 1941–42 Haft in Kopenhagen, Lübeck + Neumünster deportiert 1942 Auschwitz                                                    |        | Eintrag auf stolpersteine-hamburg.de Stolperstein liegt auf dem Gehweg vor „Optiker Kelb“                                                                        |
| Wandsbeker Zollstraße 89 ·  | Bruno Behrend                      | Hier wohnte Bruno Behrend Jg. 1898 deportiert 1941 Minsk ermordet |        | Eintrag auf stolpersteine-hamburg.de |
| Wandsbeker Zollstraße 89 ·  | Else Behrend geb. Blank            | Hier wohnte Else Behrend geb. Blank Jg. 1901 deportiert 1941 Minsk ermordet                                                                                            |        | Eintrag auf stolpersteine-hamburg.de |
| Wandsbeker Zollstraße 89 ·  | Ursula Behrend                     | Hier wohnte Ursula Behrend Jg. 1930 deportiert 1941 Minsk ermordet |        | Eintrag auf stolpersteine-hamburg.de |
| Wandsbeker Zollstraße 115 · | Hermann Semler                     | Hier wohnte Hermann Semler Jg. 1873 deportiert 1942 Theresienstadt tot 4.8.1942                                                                                        |        | Eintrag auf stolpersteine-hamburg.de Stolperstein liegt am Rand des Radwegs                                                                                      |
| Witthöfftstraße 8 ·         | Philipp Levisohn                   | Hier lernte Philipp Levisohn Jg. 1896 deportiert 1941 Łodz/Litzmannstadt 1942 Chelmno/Kulmhof ermordet                                                                 |        | Eintrag auf stolpersteine-hamburg.de Stolperstein liegt vor der Treppe zum Vorplatz der Schule Ein weiterer Stolperstein befindet sich in Hamburg-Hamm.          |
| Witthöfftstraße 8 ·         | Bernhard Levisohn                  | Hier lernte Bernhard Levisohn Jg. 1898 deportiert 1941 ermordet in Minsk                                                                                               |        | Eintrag auf stolpersteine-hamburg.de Stolperstein liegt vor der Treppe zum Vorplatz der Schule Ein weiterer Stolperstein liegt an der Wandsbeker Königstraße 38. |
| Witthöfftstraße 8 ·         | Jacob Seligmann                    | Hier lernte Jacob Seligmann Jg. 1884 Flucht 1937 Holland interniert Westerbork deportiert 1943 Sobibor ermordet 21.5.1943                                              |        | Eintrag auf stolpersteine-hamburg.de Stolperstein liegt vor der Treppe zum Vorplatz der Schule Ein weiterer Stolperstein befindet sich in Hamburg-Marienthal.    |